# Afterlife (canción de Hailee Steinfeld)
«Afterlife» título alternativo «Afterlife (Dickinson)» es una canción de la cantante estadounidense Hailee Steinfeld. Se lanzó como un sencillo de la banda sonora de la serie original de Apple TV + Dickinson, también protagonizada por Steinfeld en el papel principal. Se estrenó el 19 de septiembre de 2019 por Republic Records.

## Antecedentes y lanzamiento
La canción fue lanzada el 19 de septiembre de 2019. Sirve como un sencillo de la banda sonora de la próxima serie de Apple TV Dickinson, que también está protagonizada por Steinfeld como la reconocida poeta Emily Dickinson. Steinfeld anunció la canción a través de sus cuentas de redes sociales el 14 de septiembre de 2019.

## Composición
«Afterlife» es un tema Synth-pop, sobre la canción Steinfeld comentó: “Se ha convertido en una de mis canciones favoritas en las que he trabajado y, sonoramente, es indicativo de la dirección que estoy explorando con mi nueva música.

## Vídeo musical
El video musical dirigido por Hannah Lux Davis se estrenó en el canal de Steinfeld en YouTube el 30 de septiembre de 2019.

## Posicionamiento en listas
| Listas (2019)                                     | Mejor posición |
| ------------------------------------------------- | -------------- |
| Canadá Digital Song Sales (Billboard)             | 48             |
| Estados Unidos Digital Song Sales (Billboard)     | 43             |
| Estados Unidos Pop Digital Song Sales (Billboard) | 20             |
| Nueva Zelanda Hot Singles (RMNZ)                  | 7              |

## Historial de lanzamiento
| País   | Fecha                    | Formato                     | Discográfica | Ref    |
| ------ | ------------------------ | --------------------------- | ------------ | ------ |
| Varios | 19 de septiembre de 2019 | Descarga digital, Streaming | Republic     | [ 17 ] |